# De Bosjes
De Bosjes is een weg en buurtschap in Beusichem in de Nederlandse gemeente Buren, gelegen in de provincie Gelderland. De straat is in tweeën gesneden bij de aanleg van de Provincialeweg. Het noordelijke stukje vormt nu een doodlopend straatje, terwijl het zuidelijke stuk de verbindingsweg tussen Beusichem en Geldermalsen vormt.

## Herkomst naam
Hoewel er tegenwoordig weinig bossen in de buurt van De Bosjes te vinden zijn, is het aannemelijk dat de weg deze naam heeft gekregen vanwege het bosrijke gebied waarin de straat aanvankelijk gelegen heeft. Bij de aanleg van de provinciale weg N320, die de straat in twee stukken geknipt heeft, moest er heel wat zand gebruikt worden, waarschijnlijk omdat er zoveel bomen stonden die verwijderd moesten worden. Door zandwinning op een plek ten noordwesten van De Bosjes ontstond de waterplas De Meent, nu een recreatieplas.
Hoofdplaats: Maurik

Stad: Buren

Dorpen: Asch · Beusichem · Buurmalsen (deels) · Eck en Wiel · Erichem · Ingen · Kapel-Avezaath (deels) · Kerk-Avezaath (deels) · Lienden · Ommeren · Ravenswaaij · Rijswijk · Zoelen · Zoelmond

Buurtschappen: Aalst · Bontemorgen · De Bosjes · Essebroek · Ganzert · De Heuvel · Hoog Kana · Hoogmeien · Klinkenberg · Leutes · Luchtenburg · Lutterveld · De Mars · Meerten · Meertenwei · Ommerenveld · Twee Sluizen · Zandberg · Zevenmorgen · Zwarte Paard

Gelderland: Steden en dorpen in Gelderland      Nederland: Provincies · Gemeenten